# Bonnières-sur-Seine
Bonnières-sur-Seine is een gemeente in het Franse departement Yvelines (regio Île-de-France) en telt 4059 inwoners (2005). De plaats maakt deel uit van het arrondissement Mantes-la-Jolie.

## Geografie
De oppervlakte van Bonnières-sur-Seine bedraagt 7,7 km², de bevolkingsdichtheid is 527,1 inwoners per km².
De onderstaande kaart toont de ligging van Bonnières-sur-Seine met de belangrijkste infrastructuur en aangrenzende gemeenten.

## Demografie
Onderstaande figuur toont het verloop van het inwonertal (bron: INSEE-tellingen).